# ВК Приморје Ерсте банка
ВК Приморје Ерсте Банк је ватерполо клуб из Ријеке. Клуб је основан 1908. године у Сушку под називом Викторија. Под називом Викторија је деловао до завршетка Другог светског рата, да би 1945. године добио име Приморац, а почетком 1948. године добија име Приморје. Од 1991. године због спонзорских разлога носи назив Приморје Ерсте банка.
У сезони 2019/20. председник клуба је Самир Бараћ, а почасни председник Предраг Слобода. Стручни штаб чине: Игор Хинић - тренер, Иван Марковић, проф - помоћни тренер.
Неки од већих успеха клуба су:
- 1938. — освојено 1. место у државном првенству Југославије.
- 1977. — освојено 2. место у европском Купу победника купова.
- 1979. — освојено 2. место у државном првенству Југославије.
- 1980. — освојено 3. место у Купу победника купова.
- 1983. — освојено 2. место у државном првенству Југославије.
- 1995. — освојен Куп Хрватске.
- 2004. — освојено 2. место у државном првенству Хрватске и 3. место у ЛЕН Евролиги.
- 2011. — освојено 2. место у државном првенству Хрватске.
- 2011. — освојено 2. место у купу Хрватске.
- 2012. — освојено 2. место у државном првенству Хрватске.
- 2012. — освојено 2. место у јадранској лиги.
- 2012. — освојено 2. место у ЛЕН Евролиги.
- 2013. — освојено 2. место у државном првенству Хрватске.
- 2013. — освојен Куп Хрватске.
- 2013. — освојено 1. место у јадранској лиги.
- 2014. — освојено 1. место у државном првенству Хрватске.
- 2014. — освојен Куп Хрватске.
- 2014. — освојено 1. место у јадранској лиги.
- 2015. — освојено 1. место у државном првенству Хрватске.
- 2015. — освојен Куп Хрватске.
- 2015. — освојено 1. место у јадранској лиги.
- 2016. — освојено 2. место у јадранској лиги.

## Садашњи тим
- Фран Чубранић
- Антонио Чунко
- Тин Брубњак
- Ив Марић
- Дује Перош
- Марко Блажић
- Марош Ткач
- Дарио Раковац
- Свен Аугусти
- Мислав Врлић
- Карло Бабић
- Ловро Папарић
- Никола Милошевић, играч
- Иан Петрић

- Игор Хинић - тренер
- / помоћни тренер
- Иван Матковић, проф помоћни тренер

- Самир Бараћ председник